# Ишчашење раменог зглоба

## Анатомија раменог појаса
Зглоб рамена сачињавају три кости: лат. ,лат. claviculae и лат. humerus. Зглоб рамена сачињава пет мањих зглобова: лат. art. sternoclavicularis, лат. , лат. , лат. art. scapulothoracalis и лат. art. glenohumeralis. Структуре које пасивно стабилизују зглоб су: лат. labrum glenoidale, зглобна капсула, гленохумерални лигаменти, тетива лат. m. subscapularisa и коракохумерални лигаменти.
Зглоб активно причвршћује девет мишића:
- лат.  (сва три дела)
- лат.
- лат.
- лат.
- лат.
- лат.
- лат.
- лат.
- лат.

Покрети у раменом зглобу су: флексија, екстензија, адукција, абдукција, унутрашња ротација, спољашња ротација, хоризонтална адукција, хоризонтална абдукција и циркумдукција.

## Пливачко раме
Повреда рамена код које долази до повреде лат. m. supraspinatusа. Такође долази до оштећења тетива и зглобне капсуле која има важну улогу у одржавању стабилности зглоба рамена. Ова повреда се најчешће јавља код спортова као што су ватерполо, пливање, кошарка, тенис, рукомет али се може јавити и приликом радова у кући или код послова у фабрикама
Лечење: одмарање, физикалне процедуре, НСAИЛ (нестероидни антиинфламаторни лекови)

## Оштећење ротаторне манжетне
Приликом подизања руке долази до укљештења тетиве лат. m. supraspinatus и бурзе са акромионом и лат. cavitas glenoidalis. Ова повреда настаје код радњи где је рука подигнута дуже време изнад главе или код спортова као што су одбојка, ватерполо, пливање, рукомет, бацање копља, бацање кугле. Узроци повређивања ротаторне манжетне може бити траума или уколико се нека моторна радња понавља више пута. У 70% случајева оштећује се тетива лат. m supraspinatusa управо због свог анатомског положаја. Главни симптоми овог обољења су бол који се појачава при покретима или током спавања. Уколико упални процес траје дуже време може доћи до калцификације у тетивама или бурзи.

## Луксација (ишчашење) рамена
- луксација акромиоклавикуларног зглоба
- луксација стерноклавикуларног зглоба
- луксација гленохумералног зглоба

### Луксација акромиоклавикуларног зглоба
Дешава се услед пада на врх рамена где се лат. scapula помера према доле и ка средини а лат. claviculae према горе. Приликом ове повреде долази до оштећења злобне хрскавице. Постоје три степена повређивања:
- Први степен: када дође до затегнућа меких ткива зглоба уз присуство бола. Интегритет зглоба је очуван.
- Други степен: прекид лат. lig. аcromioclaviculare и долази до спуштање костију зглоба.
- Трећи степен: уколико дође до руптуре свих лигамената и потпуно одвајање зглобних површина.

### Луксација стерноклавикуларног зглоба
Повреда настаје услед пада на раме. 

### Луксација гленохумералног зглоба
Настају услед пада на опружену руку или приликом бацања лопте. Постоје три типа луксације: предњи, доњи и задњи.
- Предња луксација: Овај тим је најчешћи и најчешће се јавља код спортиста малђих од 20 година паадом на испружену руку. Присутан је веома јак бол у рамену, губитак делтоидне црте, а може се јавити и повреда лат. nervus axillaris
- Доња луксација: Настаје услед пада главе хумеруса која притисне акромион
- Задња луксација: Настаје падом на руку испружену у поље са лактом у екстензији и унутра ротираним хумерусом. Најчешће се јавља код рукометаша а лечење се своди на репозицију и имобилизацију са руком у спољној ротацији и лакој абдукцији[3]